# Logis Pincé
Pour les articles homonymes, voir Pincé.
Le logis Pincé est un bâtiment de style Renaissance édifié entre 1528 et 1535, par l'architecte angevin de la Renaissance Jean Delespine à la demande de son propriétaire Jean de Pincé, maire d'Angers.
Cet hôtel particulier, situé rue Lenepveu, au cœur de la ville d'Angers, fait l’objet d’un classement au titre des monuments historiques depuis 1875. Il abrite aujourd'hui le musée Pincé.

## Histoire et description
Le logis Pincé fut réalisé pour le maire Jean de Pincé de 1528 à 1535.
En 1861, le peintre Angevin Guillaume Bodinier l'achète pour l'offrir à la ville d'Angers pour y créer un musée à partir des collections du peintre Lancelot-Théodore Turpin de Crissé.
En 1889, le musée ouvre au public. Il est consacré aux antiquités grecques, romaines, étrusques et égyptiennes, ainsi qu'à l'art chinois et japonais.
Fermé en 2005 pour des raisons de sécurité et d'accessibilité, le musée Pincé a rouvert au public le 15 février 2020.
Le musée Pincé fait partie des musées d'Angers, musées municipaux.

## Collections
Les collections sont dédiées aux antiquités méditerranéennes et aux arts orientaux.
- des céramiques, verreries et bronzes grecs et romains ;
- des représentations de dieux égyptiens, rites funéraires, hiéroglyphes et vie quotidienne ;
- des bronzes, céramiques, estampes, laques, porcelaines et masques de théâtre japonais ;
- des bronzes, céramiques, verreries et tissus d'art chinois.

Les collections proviennent notamment de généreux donateurs du 19e et du 20e siècle : Lancelot-Théodore Turpin de Crissé, Edouard Moll, le Comte de Saint-Genys ou encore Le Bault de la Morinière. Depuis 2023, le fonds s'enrichit des œuvres de la donation Léveilley.
La nouvelle mise en valeur des collections dans la muséographie de 2020 est faite par aire géographique. Plusieurs dispositifs de médiation complètent le parcours, avec notamment un dispositif olfactif autour de l'encens pour la Chine, un dispositif numérique qui permet de réaliser l'embaumement dans la partie dédié à l'Egypte ainsi que la possibilité de resituer les objets présentés dans le temps et dans l'espace : Voyage à travers 6 000 ans d'histoire.

## Fréquentation
| Année     | Entrées gratuites | Entrées payantes | Total  |
| --------- | ----------------- | ---------------- | ------ |
| 2001      | 8 760             | 5 417            | 14 177 |
| 2002      | 10 463            | 4 157            | 14 620 |
| 2003      | 10 622            | 5 532            | 16 154 |
| 2004      | 8 565             | 3 656            | 12 221 |
| 2005      | 1 748             | 1 093            | 2 841  |
| 2006-2019 | Fermé             | Fermé            | Fermé  |
| 2020      | 9400              | 0                | 9400   |
| 2021      | 14 686            | 0                | 14 686 |
| 2022      | 22 914            | 0                | 22 914 |
| 2023      | 11 875            | 5 295            | 17 170 |

À sa réouverture en février 2020, le musée est gratuit. Le musée redevient payant à partir de 2023.

## Expositions
Après travaux, le musée rouvre au public en février 2020, présentant les collections permanentes à l'étage et des expositions temporaires au rez-de-chaussée. Ces dernières ont vocation à croiser l'ensemble des collections des musées d'Angers sur des thématiques transversales.
En 2020,l'exposition d'ouverture est dédiée à "La mer dans les collections des musées d'Angers" et en 2021 " Spectacles : de la scène aux musées".
En 2022, l'exposition sur l"Inspiration végétale" regroupe herbiers, instruments d'observation et différents types de décorations d'objets (céramiques,peintures,objets divers).
En 2023, la thématique retenue est "Séduction", évoquant le monde de l'apparence, des conventions sociales et de la séduction dans le monde animal à travers les époques.
En 2024, c'est la donation de Jean-Pierre Léveilley et de son épouse Liliane qui est à l'honneur, comprenant notamment des objets des civilisations romaines, japonaises et égyptiennes.
En 2025, l'exposition est dédiée à la thématique de la couleur dans les collections des musées d'Angers.